# Rhizophydium obpyriformis
Rhizophydium obpyriformis är en svampart som beskrevs av Karling 1977. Rhizophydium obpyriformis ingår i släktet Rhizophydium och familjen Rhizophydiaceae.   Inga underarter finns listade i Catalogue of Life.